# ينفوخ رقيق
ينفوخ رقيق (الاسم العلمي: Tetraodon pustulatus) هي نوع من الأسماك يتبع جنس الينفوخ من الفصيلة الينفوخية.